# Klášter Blaca
Klášter Blaca se nachází v jihovýchodní části chorvatského ostrova Brač mezi Milnou a Bolem.

## Historie
Klášter byl založen původně jako poustevna dvěma slovanskými mnichy, tzv. glagolity, kteří roku 1551 uprchli z pevniny před Turky na ostrov Brač, který byl spravován Benátskou republikou.
Klášter postupně získal a obhospodařoval rozsáhlé pozemky, kde se pěstovala vinná réva a olivy a chovaly ovce. V roce 1614 byl v areálu kláštera dokončen kostel Nanebevzetí Panny Marie, který však byl zničen požárem v roce 1724 a opět obnoven v roce 1757.
Největšího rozmachu klášter dosáhl v 18. a 19. století, kdy byl postupně přestavován. Na konci 19. století byly provedeny další stavební úpravy a interiér byl doplněn exkluzivním nábytkem. V klášteře byla také tiskárna a rozsáhlá knihovna s 11 tisíci svazky.

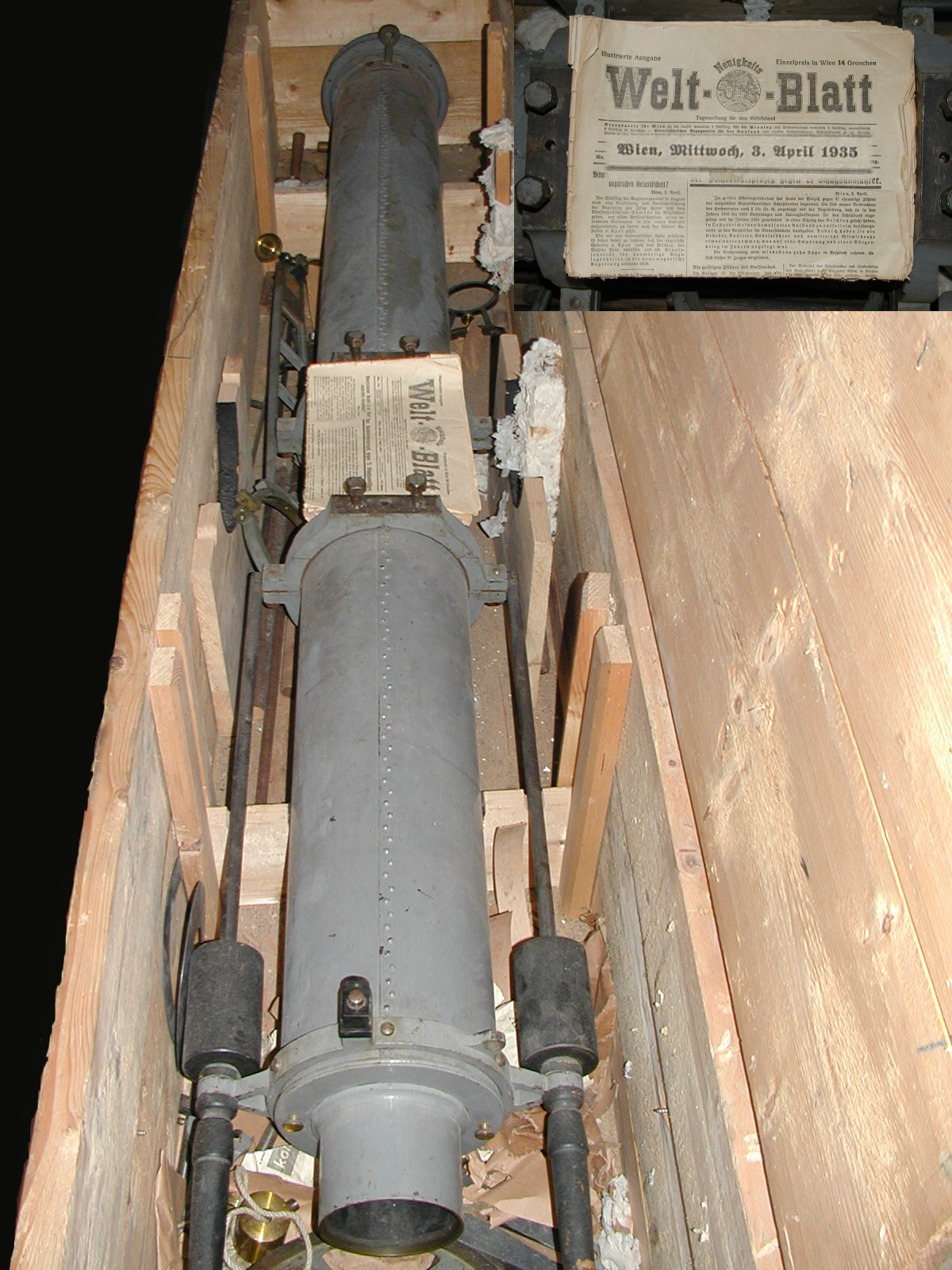
Teleskop pátera Nikoly Miličeviće

Posledním mnichem a představeným kláštera byl Nikola Miličević, který byl rovněž uznávaným astronomem. Zkoumal dvojhvězdy a hledal komety a novy. Pro svá pozorování zakoupil v roce 1926 teleskop, který byl největší v této části Evropy a je dosud uložen ve sbírkách kláštera. Nikola Miličević žil v klášteře Blaca až do své smrti v roce 1963.
Klášter je v současnosti muzeem, který chorvatská vláda v roce 2007 nominovala pro zápis do Seznamu světového kulturního a přírodního dědictví UNESCO.